# الحروب الآفارية البيزنطية
كانت حروب الآفارية البيزنطية عبارة عن سلسلة من الصراعات بين الإمبراطورية البيزنطية وخانات آفار. بدأت الصراعات بعد وصول الآفار إلى بانونيا في عام 568، والمطالبة بملكية جميع أراضي الغبيديين واللومبارديين السابقة. حاول الآفار بعد ذلك الاستيلاء على مدينة سيرميوم، التي استعادتها بيزنطة من الغبيديين مؤخرًا. بدأت معظم صراعاتهم المستقبلية على شكل غارات يشنها الآفار أو السلاف التابعين لهم على مقاطعات البلقان التابعة للإمبراطورية البيزنطية.
عادةً ما تواقتت غزوات الآفار مع فترات انشغال الإمبراطورية البيزنطية في مكان ما، لا سيما خلال حروبها المتكررة مع الإمبراطورية الساسانية في الشرق. وبالتالي لم تواجه غارات الآفار أي مقاومة من الجانب البيزنطي لفترة طويلة من الزمن، إلا أن القوات البيزنطية تحررت من الجبهات الأخرى في النهاية وقادت حملة عقابية على الآفار ردًا على غاراتهم السابقة. حدث هذا بين عامي 580 و590. إذ كانت بيزنطة مشتتة في البداية في الحرب البيزنطية الساسانية (572-591)، إلا أنها سرعان ما شنت سلسلة من الحملات الناجحة التي دفعت الآفار إلى التراجع.

## خلفية تاريخية
وصل الآفار إلى حوض بانونيا عام 568، هربًا من خانية غوك تورك. سرعان ما دخلوا في تحالف مع اللومبارديين للاستيلاء على أرض الغبيديين. تراجع اللومبارديون إلى إيطاليا، ما سمح للآفار بالاستيلاء على أراضي الغبيديين وأراضي اللومبارد السابقة، وأسسوا خانات آفار. ادعى الآفار بعد ذلك ملكية جميع الأراضي التابعة سابقًا للغبيديين واللومبارد. وشمل ذلك سيرميوم، التي استعادها البيزنطيون مؤخرًا من الغبيديين، وكان ذلك بمثابة الصراع الأول بين الآفار والبيزنطيين.
اعتمد الآفار اعتمادًا كبيرًا على مهارة الشعوب الخاضعة لهم في الحصار وفن اللوجستيات. كان لدى الشعوب الخاضعة مثل السلاف الأوائل والهون باع طويل في الهندسة والأعمال الحرفية كبناء القوارب والجسور، واستخدام آلة المدق الحربية، وتشكيل السلحفاة العسكري، والمدفعية في الحصار مثلًا. اعتمد الآفار في كل استخدام موثق للآليات المستخدمة في الحصار الحربي على الشعوب الخاضعة لهم كالسابير، والترك، والسلاف مثلًا. اعتمدت تكتيكات الآفار العسكرية أيضًا على عنصري السرعة والمفاجأة.

## هجمات الآفار على سيرميوم
شن الأفار على الفور تقريبًا هجومًا على سيرميوم في عام 568، لكن هجومهم باء بالفشل. سحب الآفار القوات إلى أراضيهم، وزعموا أنهم أرسلوا 10000 من الهان الترك، كان وضع الأخيرين مشابه للآفار، إذ أُجبروا على دخول حوض بانونيا من قبل خانية غوك تورك لغزو مقاطعة دالماسيا البيزنطية. بدأت بعدها فترة من الاندماج بين الطرفين، دفع خلالها البيزنطيون 80000 صوليدوس ذهب سنويًا. لم يهدد الآفار الأراضي البيزنطية حتى عام 579 (باستثناء الغارة على سيرميوم في 574)، إذ ردّ الآفار بمحاصرة سيرميوم من جديد بعد أن أوقف تيبيريوس الثاني الأموال المدفوعة سنويًا. سقطت المدينة في عام 581 أو 582. طلب الآفار بعد الاستيلاء على سيرميوم 100000 صوليدوس كل عام. وبدأوا بنهب شمال وشرق البلقان بعد رفض طلبهم، واستمرّ الوضع على حاله حتى طرد تمكّن البيزنطيون من طرد الآفار بين عامي 597 و602.

## هجمات الآفار على البلقان (582-591)
بدأ الآفار بسرعة بالتعدي على البلقان بعد الاستيلاء على سيرميوم. سهّل انشغال الإمبراطورية البيزنطية بالحرب البيزنطية الساسانية (572-591) انتشارهم السريع، إذ تُركَت الحاميات البيزنطية على حدود نهر الدانوب ناقصة العتاد البشري والدعم المادي، ما سمح للآفار والسلاف بالهجوم بشكل متكرر على المنطقة دون مقاومة، إذ كان البيزنطيون قادرين فقط على مهاجمة الأعمدة المداهمة ونصب كمائن صغيرة، بدلًا من فرض نصر حاسم أو شن هجوم مضاد. استولى الآفار على أوغستاي، وسينغيدونوم، وفيميناسيوم في عام 583، وثماني مدن أخرى من أصل تسع مدن خلال حصار عام 586. اعتمدت حصارات الآفار على عنصري المفاجأة والسرعة، وفقدت هذه المزايا بعد أن توغّلوا أكثر في الداخل في عام 587. دمر الآفار العديد من المدن في مويسيا في عام 587 كمارشيانوبوليس، وكابيل مثلًا، إلا أنهم فشوا في حصار دقلديانوبوليس، وفيليبوبوليس، وبيرو. تخلى الآفار عن حصار سينغيدونوم بعد سبعة أيام فقط مقابل فدية قليلة في عام 588. بعد ذلك نجحوا في حصار أنكيالوس بدعم من أسطول يديره السلافيون، ثم تخلوا بسرعة عن حصار مديني دريزيبيرا، وتزورولون. استمر الآفار والسلاف في شن هجمات من دون مقاومة مهمة من الطرف الآخر حتى عام 591، عندما أبرم الإمبراطور موريس معاهدة وقف إطلاق النار مع الساسانيين بشروط مواتية نسبيًا، وحول تركيزه إلى البلقان.

## الهجوم الروماني المضاد (591-595)
بعد معاهدة السلام مع الفرس وإعادة تركيز الرومان على البلقان كما ذُكِر أعلاه، نشر موريس قوات متمرسة خبيرة في البلقان، ما سمح للبيزنطيين بالانتقال من إستراتيجية رد الفعل إلى الاستراتيجية الوقائية. كُلِّف الجنرال بريسكوس بمنع السلاف من عبور نهر الدانوب في ربيع عام 593. تصدّى للعديد من الغارات بنجاح، قبل أن يعبر نهر الدانوب ويقاتل السلاف فيما يعرف الآن بالأفلاق أو فالاشيا. أمر موريس بريسكوس بتنظيم معسكر على الضفة الشمالية لنهر الدانوب، لكن بريسكس انسحب إلى أوديسوس (فارنا حاليًا). سمح تراجع بريسكوس بتوغل السلاف مجدًدا في أواخر 593/594 في مويسيا ومقدونيا، وتدمير مدن أكويس، وسكوبي، وزالدابا.
استبدل موريس بريسكوس بأخيه بيتر في عام 594. عانى بيتر في البداية من إخفاقات بسبب قلة خبرته، لكنه تمكن في النهاية من صد غزوات السلاف والآفار. أسس قاعدة في ماريسيانوبوليس، ونظّم دوريات حراسة على نهر الدانوب بين نوفاي والبحر الأسود. عبر بيتر نهر الدانلوب بالقرب من سيكيوريسكا في أواخر أغسطس من عام 594، وشق طريقه إلى نهر أيالوميتا، مانعًا السلاف والآفار من التخطيط لحملات نهب جديدة. تسلّم بريسكوس قيادة جيش آخر، ومنع الآفار من حصار سينغيدونوم بالاشتراك مع أسطول الدانوب البيزنطي في عام 595. حول الآفار تركيزهم إلى دالماسيا، ونهبوا العديد من القلاع، متجنّبين مواجهة بريسكوس مباشرة. لم يكن بريسكوس قلقًا من توغل الآفار، لأن دالماسيا مقاطعة نائية وفقيرة، فأرسل قوة صغيرة فقط لمواجهة غزوهم، وأبقى على الجزء الرئيسي من قواته بالقرب من نهر الدانوب. استطاعت هذه القوات الصغيرة إعاقة تقدم الآفار، واستعادت جزءًا من المسروقات التي استولوا عليها، بشكل أفضل مما كان متوقعًا.

## الفترة الفاصلة الأولى (595-597)
بدأ الآفار بشن غارات على الفرنجة، بعد أن باء غزوهم لدالماسيا بالفشل، وأصابهم الإحباط بسبب عدم نجاحهم ضد البيزنطيين، وجد الآفار الفرنجة هدفًا أسهل، ووجهوا غاراتهم نحوهم في عام 596. وبالتالي شهدت منطقة البلقان نشاطًا قليلًا بين عامي 595 و597 بسبب تحول التركيز عنها.